# Педзадзе
Педза̀дзе (на италиански: Pezzaze, на източноломбардски: Pezàze, Пезазе) е село и община в Северна Италия, провинция Бреша, регион Ломбардия. Разположено е на 620 m надморска височина. Населението на общината е 1600 души (към 2011 г.).